# Sitamacho machondogo
Espèce
Synonymes
- Hybosida machondogo Oketch & Li, 2020

Sitamacho machondogo est une espèce d'araignées aranéomorphes de la famille des Palpimanidae.

## Distribution
Cette espèce est endémique du Kenya. Elle se rencontre dans les comtés de Nyeri et d'Uasin Gishu.

## Description

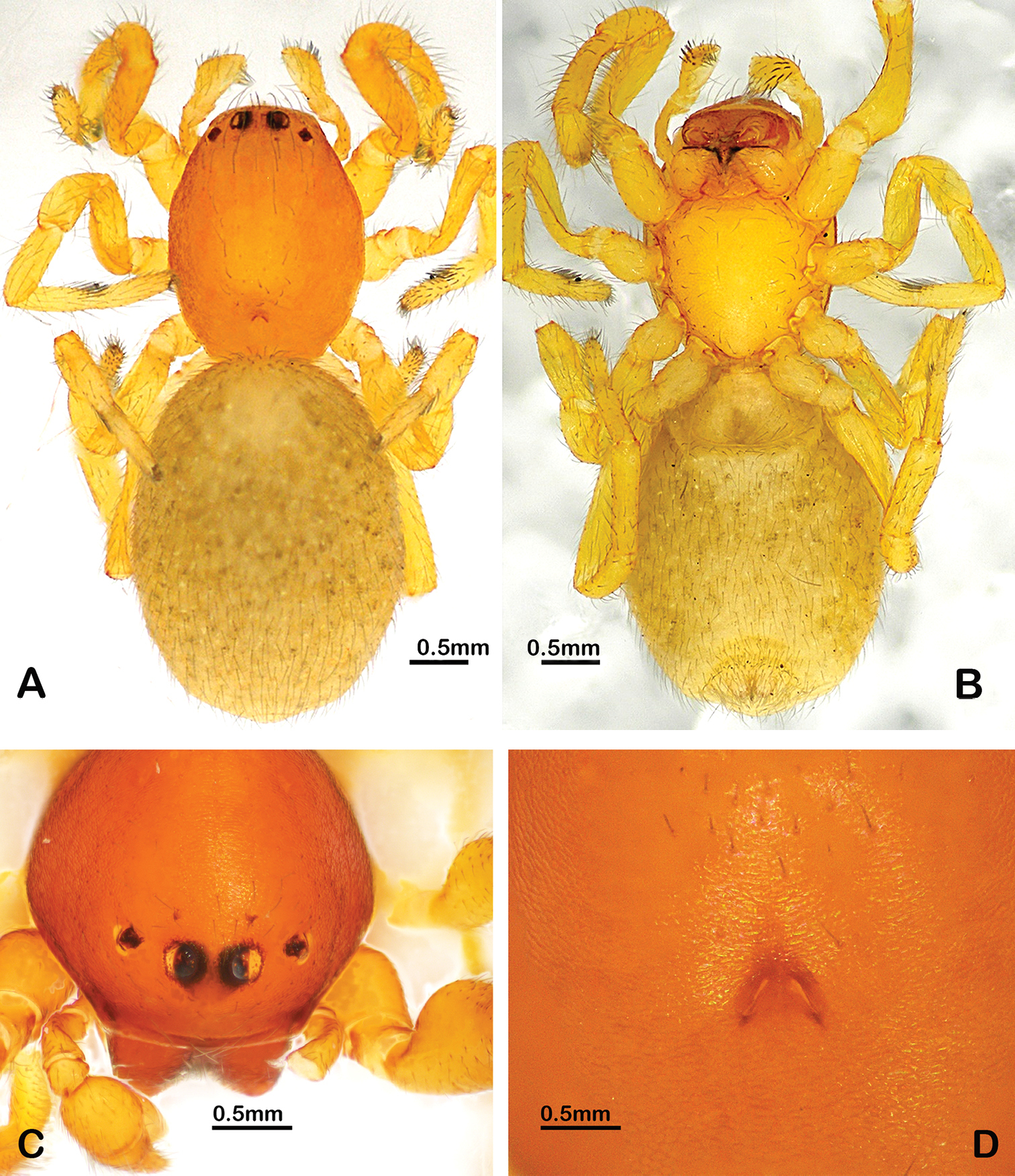
Sitamacho machondogo

Le mâle holotype mesure 2,05 mm.

## Systématique et taxinomie
Cette espèce a été décrite sous le protonyme Hybosida machondogo par Oketch et Li en 2020. Elle est placée dans le genre Sitamacho par Wood, Kulkarni, Ramírez et Scharff en 2024.

## Publication originale
- Oketch, Zonstein, Kioko & Li, 2020 : « Description of a new genus and three new species of the family Palpimanidae (Arachnida, Araneae) from Kenya. » African Invertebrates, vol. 61, no 2, p. 93-106.